# Château du Bourg-Saint-Léonard
Le château du Bourg-Saint-Léonard est une demeure du XVIIIe siècle qui se dresse sur le territoire de l'ancienne commune française du Bourg-Saint-Léonard, dans le département de l'Orne, en région Normandie. L'édifice est classé au titre des monuments historiques.

## Localisation
Le château est situé près de la forêt de Gouffern à Bourg-Saint-Léonard au sein de la commune nouvelle de Gouffern en Auge, dans le département français de l'Orne.
L'allée rectiligne qui mène aux grilles d'entrée donne sur la rue du Château, qu'emprunte la route départementale 16 en direction de Chambois.

## Historique

### Le vieux manoir
Le Bourg Barquet, aujourd'hui le Bourg-Saint-Léonard, est un plein fief de haubert dont les du Barquet sont les seigneurs : Jean en 1512, François en 1566, Jacques en 1699. Le dernier, Louis du Barquet, chevalier, seigneur du Bourg, sans enfant, donne en 1747 le domaine de cinq cents hectares, essentiellement forestiers, le manoir seigneurial avec douves du XVIe siècle et ses deux chapelles dédiées à Notre-Dame et saint Nicolas à sa petite-nièce Suzanne Jeanne Françoise de Vassy-Laforêt épouse de Bruno Emmanuel Marie Esprit, seigneur et marquis de Vassy qui le vend avec tout son mobilier, ses tapisseries, ses fermes et un vaste domaine forestier pour 106 000 livres, le 6 avril 1756 par devant Me Bouron notaire à Paris à Jules-David Cromot « contrôleur général du Marc d'Or des ordres de sa majesté ». Dès lors, il accola à son patronyme le nom de du Bourg. Le Bourg est élevé en baronnie en décembre 1755 pour le nouveau seigneur. Mais le manoir à la mode antique avec de hautes cheminées ne convient plus à la fortune du nouveau propriétaire qui le fait raser, ainsi que l'église et les maisons du village qu'il fait reconstruire à ses frais. La nouvelle église paroissiale Saint-Léonard date de 1768,.

### Le château
Jules-David Cromot, baron du Bourg, avec l'architecte Alexandre Gérard Vermunt, élève de Jean Siméon Chardin (1699-1779) pour le dessin et de Jean-Michel Chevotet (1698-1772) pour l'architecture vont construire la nouvelle demeure entre 1763 et 1767,.
L'ancienne église fait place à l'orangerie, le manoir aux écuries et le village est remplacé par des pelouses et des bosquets. Une partie du domaine est entourée de murs, un vaste bassin, bordé des tilleuls et orné de statues est creusé, l'eau amenée de la fontaine du prieuré. Le château est un bon exemple du style classique de la fin du règne de Louis XV, situé au fond d'un jardin à la française. L'intérieur est garni du mobilier, des boiseries et des tapisseries provenant de l'ancien manoir.
Le château lors de la Seconde Guerre mondiale sera occupé pendant quatre ans et bombardé en 1944

### Le domaine
En 1879, le domaine est composé de : château, orangerie, écuries, logements du concierge, du garde, du jardinier et de l'exploitation, le parc du Bourg clos de murs de 64 hectares, un corps de ferme, le bois de Fougy de 160 hectares, le bois des 450 arpents sur Silly-en-Gouffern de 239 hectares et de terres labourables pour une surface totale de 470 hectares.

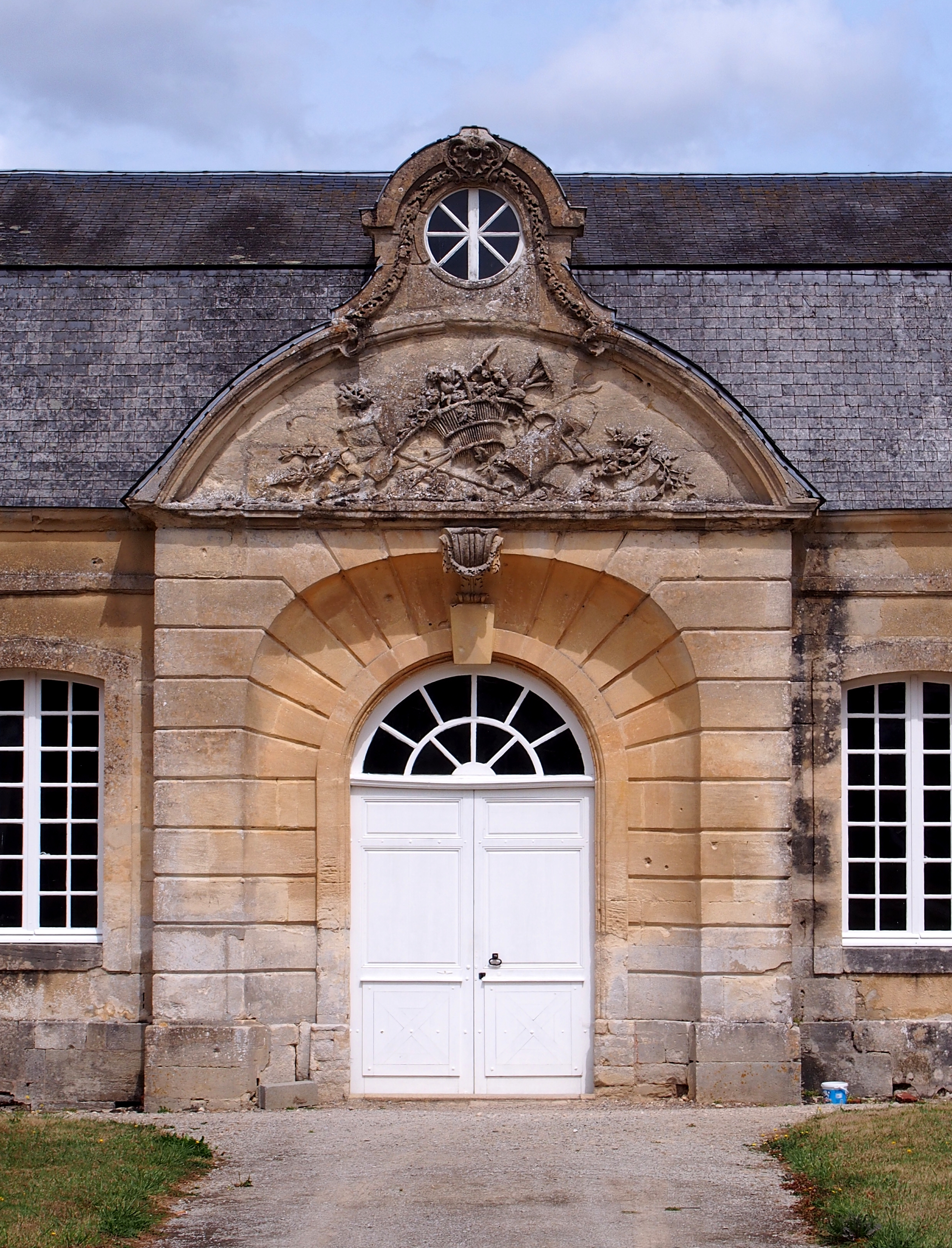
Le portail de l'orangerie.

### Les propriétaires

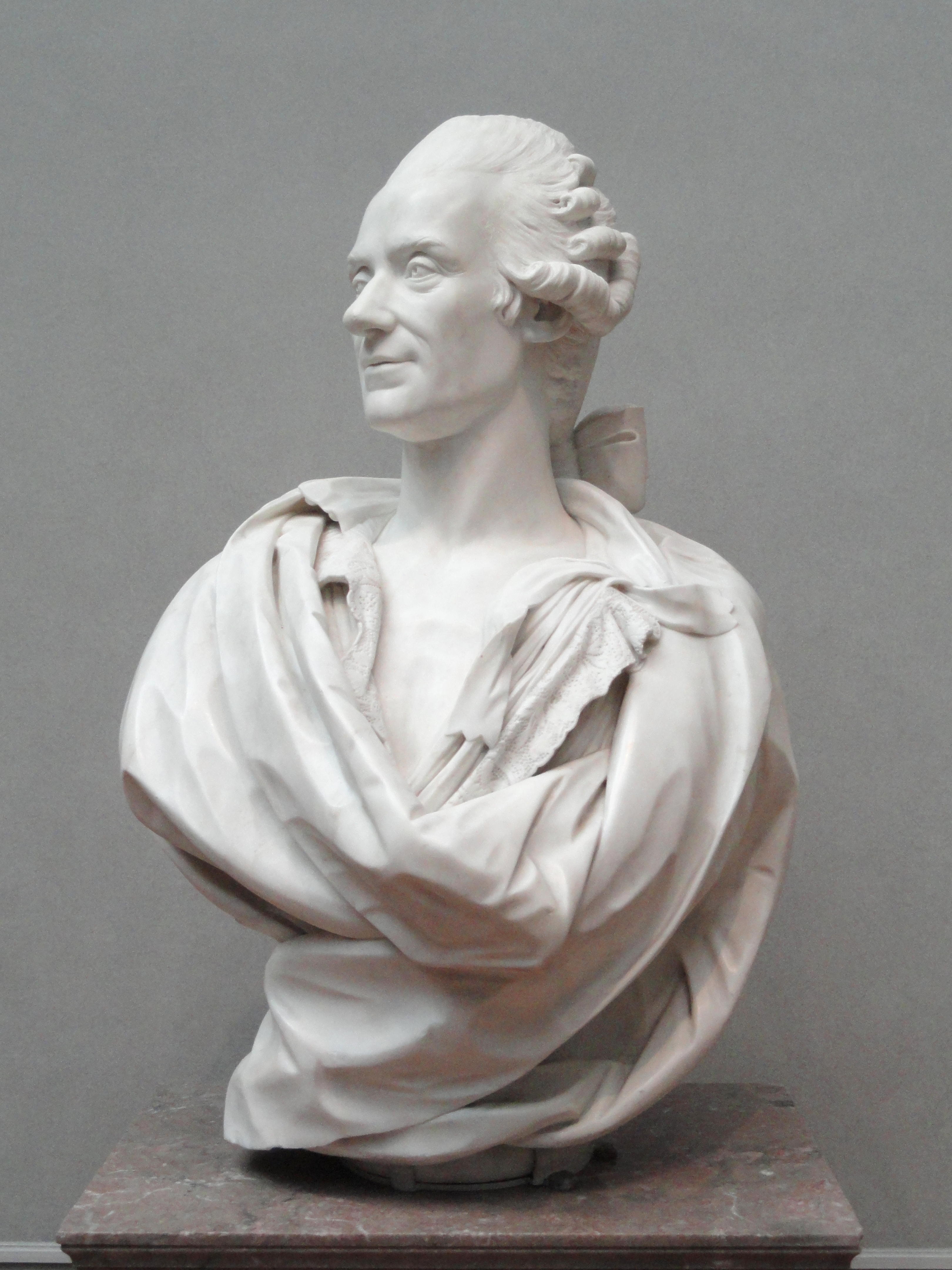
Jules-David Cromot, baron du Bourg, œuvre de Jean-Baptiste Lemoyne (1704-1778), marbre, vers 1757, Washington, National Gallery of Art.

L'acte de vente de 1879 donne les anciens propriétaires du domaine et on y retrouve les Vassy, mais aussi le comte d'Eu Louis-Charles Ier et l'abbaye de Silly-en-Gouffern pour une partie des bois.
Jules-David Cromot du Bourg fait reconstruire le château à partir de 1763. Son épouse, Rose Joséphine Sophie Baudon († 1820) protège le jeune Émile de Girardin qui passe quelques années au haras du Pin et jouit de la bibliothèque du château. Elle reçoit aussi le poète Jean-Pierre Claris de Florian, neveu de Voltaire.
Maxime de Cromot du Bourg, l'un des fils de Jules-David, ayant recouvré le château en 1814, après avoir émigré, le domaine est vendu à Pierre Alfred de Tamisier (1824), puis Jacques Louis Georges de Joussineau comte de Tourdonnet, Prosper de Chasseloup-Laubat, ministre de la Marine et des Colonies († 1879), Jules Gustave Isidore de Forceville, Constant de Forceville qui crée en 1893 la laiterie et fromagerie industrielle dirigée dès 1895 par la famille Lavalou. Enfin, madame Henriette de Forceville fait don du domaine au jour de sa mort le 10 juin 1954 à la commune du Bourg-Saint-Léonard sous conditions : création d'un musée, ouvrir le château à la visite et à des œuvres sociales ou religieuses.

## Description
Le château, de plan rectangulaire, se présente sous la forme d'un corps de logis, avec au milieu de sa façade un avant-corps en légère saillie surmonté d'un fronton triangulaire, flanqué par deux imposants pavillons aux extrémités.

## Collection
Les œuvres du peintre flamand Frans Snyders (1579-1657) décorent pour partie les murs du grand salon, où l'on trouve aussi un autoportrait de Joseph Ducreux.
Une frise de chinoiseries inspirée du peintre animaliste Christophe Huet (1700-1759) décore le boudoir chinois. D'autres fresques du même genre décorent les corniches des plafonds.
Robert du Mesnil du Buisson a décrit par le détail les collections exposées en 1948, soit six ans avant la mort de Mme de Forceville.

## Protection
Le château, les bâtiments des écuries, le bâtiment de l'orangerie, le bâtiment des jardiniers, le bâtiment du concierge, le jardin, y compris l'esplanade en dehors de la grille d'entrée et la terrasse au nord du château sont classés au titre des monuments historiques par arrêté du 25 février 1942 qui a conservé son mobilier, ses tapisseries et ses décors inscrits au titre objets par arrêté du 21 décembre 1955.

## Iconographie
L'architecte Pierre Paquet réalise du château et de ses intérieurs une série de clichés non datés sur plaque de verre en noir et blanc.